# Betty Carter

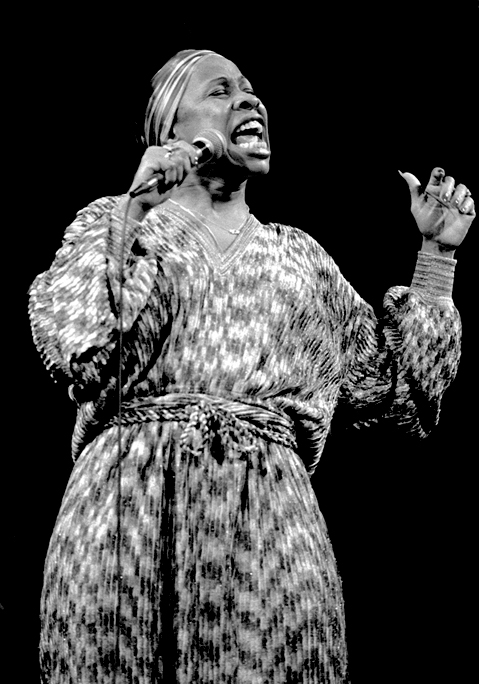
Betty Carter

Lorraine Carter (Flint, 16 de maig de 1929 - Brooklyn, 26 de setembre de 1998), cantant de jazz estatunidenca. Es tracta probablement de la vocalista més innovadora de la història del jazz, vinculada gairebé permanentment a l'avantguarda jazzística i amb una tendència constant a la improvisació i a la transgressió dels límits harmònics i melòdics de les cançons.

## Trajectòria

### Començaments a Detroit
Fins i tot de jove, Carter va portar un nou estil vocal al jazz. La respiració de la seva veu era una característica que se sentia molt poques vegades abans que ella aparegués en l'escena musical. També era coneguda per la seva passió pel cant de scat.
Detroit, on havia crescut Carter, era un dels focus de desenvolupament del jazz. Després de signar amb un agent de talents arran de la seva victòria en una vetllada d'afeccionats, Betty Carter va tenir l'oportunitat d'actuar amb famosos artistes de jazz com Dizzy Gillespie, que visitava Detroit amb freqüència. Sovint es considera Gillespie responsable de la seva gran passió per l'scat. En enregistraments anteriors, és evident que el seu scat tenia similituds amb la manera de tocar de Gillespie.
Al moment de la visita de Gillespie, Charlie Parker estava rebent tractament en un hospital psiquiàtric, cosa que va retardar la seva trobada amb ell. No obstant això, Carter finalment va actuar amb Parker, així com amb la seva banda, composta per Tommy Potter, Max Roach i Miles Davis. Després de rebre elogis tant de Gillespie com de Parker per la seva destresa vocal, Carter es va sentir més confiada i va saber que amb perseverança podria triomfar en el jazz.

### En la big band de Lionel Hampton
La confiança de Carter estava ben fundada i el 1948 Lionel Hampton li va demanar que s'unís a la seva banda. Finalment va tenir la seva gran oportunitat. Treballar amb el grup de Hampton li va permetre tenir per companys artistes com Charles Mingus i Wes Montgomery, així com Ernest Harold "Benny" Bailey, que acabava de sortir de la banda de Gillespie, i Albert Thornton "Al" Gray. Hampton tenia una oïda especial per apreciar el talent i un gran amor pel bebop. L'esposa de Hampton, Gladys, l'anomenava "Betty Bebop", un sobrenom que, segons s'ha dit, detestava. Malgrat la seva bona oïda i personalitat encantadora, Carter era feroçment independent i tenia tendència a resistir la direcció de Hampton, mentre que Hampton tenia mal geni i s'enutjava ràpidament. Hampton esperava molt dels seus intèrprets i no volia que s'oblidessin que ell era el líder de la banda. Però ella, que odiava obertament el seu estil de swing, es negava a cantar en aquest estil, i era massa oberta per als seus gustos. Carter va perfeccionar la seva habilitat per cantar scat mentre estava de gira, la qual cosa no va ser ben rebuda per Hampton ja que no gaudia de la seva tendència a la improvisació. En el transcurs de dos anys i mig, Hampton va acomiadar Carter un total de set vegades.
Betty Carter va formar part de l'Orquestra de Lionel Hampton que va tocar en el famós Cavalcade of Jazz de Los Angeles, a Wrigley Field, produït per Leon Hefflin el 10 de juliol de 1949. I també en el segon, a Lane Field, Sant Diego, el 3 de setembre de 1949. Van actuar igualment en el sisè concert de la Cavalcade of Jazz el 25 de juny de 1950.
Formar part de la banda de Hampton també va proporcionar a "The Kid" (un sobrenom atorgat a Carter que mantindria al llarg de la seva vida) connexions i un nou enfocament de la música, fent que totes les futures actituds musicals que van sorgir de Carter portessin la marca de Hampton. També passa a la història com una de les últimes cantants de jazz de l'era de les grans bandes. No obstant això, el 1951, Betty Carter deixava la banda.

### Primera etapa de Nova York
Després de deixar la big band de Hampton Carter es va instal·lar a Nova York, i a principis de la dècada de 1950 treballà per tota la ciutat, a més de participar en una extensa gira pel sud, tocant per a "xous a l'aire lliure". No va fer gens de diners, però Carter creia que això era necessari per desenvolupar-se com a artista.
Molt poc després de la seva arribada a Nova York, se li va donar l'oportunitat de gravar amb King Pleasure i el Ray Bryant Trio, i es va fer més coneguda; posteriorment va tenir oportunitat de cantar al Teatre Apollo, un teatre que tenia fama de donar als artistes emergents l'empenta final que els convertia en noms coneguts. Carter va ser impulsada a la prominència, al 1955 gravà amb el segell Epic i a final de la dècada ja era una artista coneguda. El seu primer LP en solitari, Out There, va ser llançat pel segell Peacock el 1958.

### Col·laboració amb Ray Charles
Miles Davis pot ser considerat el causant de l'augment de popularitat de Betty Carter, perquè va ser qui la recomanà a Ray Charles perquè la prengués sota la seva protecció. Carter va començar a sortir de gira amb Charles al 1960, i al 1961 va gravar duos amb ell (Ray Charles i Betty Carter), incloent l'àlbum Baby, It's Cold Outside, de R&B, que li va donar un gran reconeixement popular. Al 1963 va fer una gira pel Japó amb Sonny Rollins. Va gravar, entre d'altres segells, per a ABC-Paramount, Atco i United Artists, però mai estava satisfeta amb el producte resultant. Després de tres anys de gira amb Charles i un total de dos enregistraments junts, Carter es va prendre un descans per casar-se. Ella i el seu espòs van tenir dos fills. No obstant això, va continuar actuant, perquè no volia dependre del seu marit com a suport financer.

### Crisi del Jazz. Trio de Betty Carter
La dècada de 1960 va ser cada cop més difícil per a Carter, va començar a decaure la seva fama, i es negà a cantar música pop contemporània. Tenia gairebé quaranta anys, i el rock and roll i el pop, cada cop més populars, constituïen el gruix dels ingressos per a les companyies discogràfiques. Carter va haver de treballar molt dur per continuar tenint concerts, a causa del declivi del jazz. El seu matrimoni també va entrar en crisi. El 1971 Carter tornava a estar soltera i tocava en viu amb un petit trio format per un piano, la bateria i un baix. El trio de Betty Carter va ser un dels pocs grups de jazz que continuava fent concerts a finals dels anys seixanta i principis dels setanta.

### Creació de Bet-Car Records
Betty Carter va crear aleshores el seu propi segell discogràfic, Bet-Car Records, el 1969, l'única font d'enregistrament de música de Carter durant els següents divuit anys:
  ".... de fet, crec que probablement vaig ser el primer segell independent en el 1969. La gent pensava que estava boja quan ho vaig fer. 'Com en faràs la distribució?' És a dir: 'Com t'e n'encarregaràs tu mateixa del negoci?'No necessites algú més?' I jo deia: 'Escolta. Ningú venia per aquí i jo volia gravar, així que vaig descobrir que podia fer-ho jo mateixa'. I això va ser el que vaig fer. És el millor que m'ha passat. Ja ho saps. Estem parlant del 1969!" Betty Carter
Alguns dels seus enregistraments més famosos es van fer originalment a Bet-Car, inclòs l'àlbum doble The Audience with Betty Carter (1980). El mateix any 1980 va ser objecte d'una pel·lícula documental de Michelle Parkerson, But Then, She's Betty Carter. L'enfocament de Carter en la música no es referia únicament al seu mètode d'enregistrament i distribució, sinó també a la seva elecció dels llocs d'actuació. Carter va començar a actuar en col·legis i universitats, a partir de 1972, amb la seva actuació en el Goddard College en Vermont. Carter estava entusiasmada amb aquesta oportunitat, ja que des de mitjan dècada de 1960, havia volgut visitar escoles i proporcionar algun tipus d'educació musical per als estudiants. També va començar a fer conferències juntament amb les seves actuacions musicals, informant als estudiants sobre la història del jazz i les seves arrels.

### Tornada al cim amb Verve
Al 1975 les perspectives de vida i feina començaren a millorar per a Carter, i començava a poder escollir els seus propis treballs un altre cop, fent gires per Europa, Amèrica del Sud i els Estats Units. Al 1976, va ser convidada a actuar en viu en la primera temporada de Saturday Night Live, i també va ser intèrpret al Festival de Jazz de Newport ela anys 1977 i 1978; d'aquesta manera es forjà un lloc permanent per a ella en el negoci de la música, així com en el món del jazz.
Al 1977, Betty Carter, en el ple de l'estimació crítica i popular, va impartir una classe magistral amb el seu mentor, Dizzy Gillespie, a Harvard. En l'última dècada de la seva vida, Carter va començar a rebre una aclamació i un reconeixement encara més amplis. Al 1987 va signar amb Verve Records, que va tornar a publicar la majoria dels seus àlbums de Bet-Car –aquest cop per primera vegada en CD– i els va posar a la disposició d'un públic més ampli. El 1988 va guanyar un Grammy pel seu àlbum Look What I Got! i va cantar en una aparició especial en The Cosby Xou (episodi "Com arribes al Carnegie Hall?"). El 1994 va actuar a la Casa Blanca i va ser cap de cartell en la celebració del 50è aniversari de Verve al Carnegie Hall. Aquell mateix any va ser objecte d'un curtmetratge de Dick Fontaine, Betty Carter: New All the Time.
El 1997 va ser guardonada pel president Bill Clinton amb la Medalla Nacional de les Arts. Aquest premi era un de tants, però Carter sempre va considerar aquesta medalla com el guardó més important que va rebre al llarg de la vida.
Carter va continuar actuant, fent gires i gravant, així com buscant nous talents fins que li van diagnosticar càncer de pàncrees l'estiu de 1998. Va morir el 26 de setembre de 1998, a l'edat de 69 anys, i després va ser incinerada. Li van sobreviure els seus dos fills.

## Llegat
Betty Carter reclutava sovint joves acompanyants per a actuacions i enregistraments, i sempre deia que "n'aprenia molt,d'aquests joves intèrprets, perquè són frescos i se'ls ocorren coses en què jo mai hauria pensat".
1993 va ser un any d'innovació per a Betty Carter; va crear un programa anomenat Jazz Ahead, que va presentar a 20 estudiants a qui se'ls donà l'oportunitat de passar una setmana completa assajant i component amb Carter, un programa que encara existeix avui dia i està allotjat en el Kennedy Center.
Betty Carter és considerada la responsable de descobrir grans talents del jazz. Els seus descobriments inclouen John Hicks, Curtis Lundy, Mulgrew Miller, Cyrus Chestnut, Dave Holland, Stephen Scott, Kenny Washington o el pianista Benny Green, entre d'altres.
El 25 de juny de 2019, The New York Times Magazine va incloure Betty Carter entre els centenars d'artistes el material dels quals havia quedat destruït en l'incendi d'Universal de 2008.

## Discografia
| Any  | Títol de l'Àlbum                      | Segell         | Notes                                                                               |
| ---- | ------------------------------------- | -------------- | ----------------------------------------------------------------------------------- |
| 1955 | Meet Betty Carter and Ray Bryant      | Columbia       | amb Ray Bryant Trio                                                                 |
| 1956 | Social Call                           | Columbia       | big band dirigida per Gigi Gryce                                                    |
| 1958 | Out There with Betty Carter           | Peacock        | big band dirigida per Gigi Gryce                                                    |
| 1960 | The Modern Sound of Betty Carter      | ABC-Paramount  |                                                                                     |
| 1961 | Ray Charles and Betty Carter          | ABC-Paramount  | amb Ray Charles                                                                     |
| 1963 | 'Round Midnight                       | Atco           |                                                                                     |
| 1964 | Inside Betty Carter                   | United Artists | reeditat el 1993 en Capitol amb 7 nous temes d'una sessió de 1965 amb Kenny Burrell |
| 1970 | At the Village Vanguard               | Bet-Car; Verve | (MK 1001) en directe                                                                |
| 1975 | Finally, Betty Carter                 | Roulette       | en directe; gravat en 1969                                                          |
| 1975 | Round Midnight                        | Roulette       | en directe                                                                          |
| 1976 | Now It's My Turn                      | Roulette       |                                                                                     |
| 1976 | What a Little Moonlight Ca Do         | ABC Impusle!   | 2LP; reedició d'Out There i The Modern Sound                                        |
| 1976 | The Betty Carter Album                | Bet-Car; Verve | (MK 1002)                                                                           |
| 1979 | The Audience with Betty Carter        | Bet-Car; Verve | (MK 1003) en directe; 2LP                                                           |
| 1982 | Whatever Happened to Love?            | Bet-Car; Verve | (MK 1004) en directe; Grammy nomination for Best Jazz Vocal Performance, Female     |
| 1987 | The Carmen McRae – Betty Carter Duets | Bet-Car/Verve  | en directe                                                                          |
| 1988 | Look What I Got!                      | Bet-Car/Verve  | Grammy Award for Best Jazz Vocal Performance, Female                                |
| 1990 | Droppin' Things                       | Bet-Car/Verve  | en directe; Grammy nomination for Best Jazz Vocal Performance, Female               |
| 1992 | It's Not About the Melody             | Bet-Car/Verve  |                                                                                     |
| 1993 | Feed the Fire                         | Bet-Car/Verve  | en directe                                                                          |
| 1996 | I'm Yours, You're Mini                | Bet-Car/Verve  |                                                                                     |